# Alectra gracilis
Alectra gracilis är en snyltrotsväxtart som beskrevs av Spencer Le Marchant Moore. Alectra gracilis ingår i släktet Alectra och familjen snyltrotsväxter. Inga underarter finns listade i Catalogue of Life.